# Counterpart
Counterpart es una serie de televisión de ciencia ficción estadounidense, creada por Justin Marks. La serie se estrenó el 10 de diciembre de 2017 en Starz.
En Latinoamérica se estrenó el 26 de mayo de 2018 en TNT Series.
En España AXN estrenó bajo demanda la primera temporada el 3 de diciembre de 2021 y la segunda el 10 de diciembre.

## Sinopsis
Howard Silk, es un empleado de una agencia burocrática que pronto descubre que la agencia para la que trabaja está ocultando una puerta de acceso a una dimensión paralela. Howard y Prime, su contraparte en el "otro lado", navegarán los temas de identidad, "los qué" y el amor perdido.

## Elenco y personajes

### Principales
- J. K. Simmons como Howard Silk.[1]
- Olivia Williams como Emily Burton Silk, la esposa de Howard.[3]
- Harry Lloyd como Peter Quayle, un director en la agencia de Howard.[3]
- Nazanin Boniadi como Clare, una enigmática joven de origen curioso, que se convierte en un eje importante a medida que avanza la temporada.[4]
- Sara Serraiocco como Baldwin, una asesina misteriosa.[4]
- Ulrich Thomsen como Aldrich, el endurecido Director de Operaciones en la agencia de Howard.[5]
- Nicholas Pinnock como Ian Shaw, un agente agresivo y perro guardián.[4]
- Mido Hamada como Cyrus, un oficial de contrainteligencia que sirve de mano derecha de Aldrich.[6]

### Recurrentes
- Kenneth Choi como Bob Dwyer, un director en la estrategia dentro de la OI, él sirve como cheques y equilibrios para los operarios que trabajan debajo de él.[6]
- Stephen Rea como Alexander Pope, un inglés encantador del Viejo Mundo y un viejo amigo del primer, él es un grise del éminence que tira las secuencias de detrás de las escenas.[7]
- Richard Schiff como el director de Diplomacia Roland Fancher, un litigante experto y temido negociador de poder entre ambas dimensiones y el jefe del departamento de diplomacia de la Oficina de Intercambio, responsable de negociar el intercambio de prisioneros entre mundos.[7]
- Sarah Bolger como Anna, una misteriosa joven cuya aparición en el "otro lado" amenaza con interrumpir la tenue tregua entre Howard y su homólogo.[7]
- Tina Masafret como Talia, una amable enfermera con un verdadero afecto por Howard, que visita a su comatosa esposa en el hospital a diario.[7]

## Episodios
| Temporada | Temporada | Episodios | Episodios | Emisión original        | Emisión original      |
| Temporada | Temporada | Episodios | Episodios | Primera emisión         | Última emisión        |
| --------- | --------- | --------- | --------- | ----------------------- | --------------------- |
|           | 1         | 10        | 10        | 10 de diciembre de 2017 | 1 de abril de 2018    |
|           | 2         | 10        | 10        | 9 de diciembre de 2018  | 17 de febrero de 2019 |

## Producción
La serie se ordenó en abril de 2015, con J. K. Simmons como protagonista. La producción comenzó en diciembre de 2016 en Los Ángeles, y se anunció que la serie se filmaría en otros lugares entre los Estados Unidos y Europa en 2017, incluido Berlín, donde se localiza la serie. Starz ordenó dos temporadas de 10 episodios.